# Oxytrigona daemoniaca
Oxytrigona daemoniaca là một loài Hymenoptera trong họ Apidae. Loài này được Camargo mô tả khoa học năm 1984.